# Torvald Torén
Torvald Torén, född 29 september 1945 i Uppsala, död 5 juli 2001 i Stockholm, var en svensk organist, professor vid Kungliga Musikhögskolan i Stockholm, ledamot av Kungliga Musikaliska Akademien och organist i Hedvig Eleonora kyrka i Stockholm 1966–2001.
Torvald Torén utbildades vid Kungliga Musikhögskolan, där han förutom kyrkomusikaliska examina och musiklärarexamen även avlade solistdiplom i såväl orgel som piano. Hans orgelstudier fortsatte därefter utomlands för bland andra Flor Peeters, Jean Langlais och Maurice Duruflé.
Torén ägnade den franska symfoniska repertoaren särskild uppmärksamhet. Han konserterade internationellt och gjorde åtskilliga radio- och skivinspelningar. Han finns dokumenterad på skiva med bland andra Viernes samtliga orgelsymfonier, samtliga orgelverk av Franck och Duruflé samt verk av Tournemire, Dupré, Jongen, Widor och andra tonsättare ur den fransk-belgiska skolan. Han spelade även in Bachs sex triosonater och svensk musik.
År 1983 blev Torén lärare i solistiskt orgelspel vid Kungliga Musikhögskolan där han utnämndes till professor 1994. I undervisningen var Torén fast förankrad i den franska estetiken med Marcel Dupré som främsta förebild. Torvald Torén är begravd på Hedvig Eleonora kyrkogård i Stockholm.

## Kuriosa
- Torén är en av bifigurerna i John Irvings roman Tills jag finner dig.